# Agriphila dalmatinellus
Agriphila dalmatinellus là một loài bướm đêm trong họ Crambidae.